# مقیم جهنم
مقیم جهنم (به انگلیسی: Hellbound) یک فیلم دلهره‌آور و ماورایی طبیعی آمریکایی محصول سال ۱۹۹۴ با بازی چاک نوریس، کالوین لولز و کریستوفر نیم و کارگردانی آرون نوریس است. این آخرین فیلم ساخته شده توسط کمپانی کانن فیلم می‌باشد.

## نام بازیگران
- چاک نوریس در نقش فرانک شاتر
- کالوین لولز در نقش کالوین جکسون
- کریستوفر نیم در نقش استاد مالکوم لاکلی
- شری جی. ویلسون در نقش لسلی هاوکینز
- دیوید راب به عنوان ریچارد یکم انگلستان
- چری فرانکلین به عنوان کاپیتان هال
- جک آدالیست به عنوان راینهارد کریگر
- عزیر آتار در نقش بیزی
- جک مسینجر به عنوان ماهونی
- الکی جکوبز به عنوان مورت
- نیکو نیتای
- آوری لوی به عنوان خاخام مردخای شیندلر
- تیم گریم
- یوسف پلد به عنوان انسان مقدس
- اشر تزارفاتی به عنوان کاپیتان آراد[۱][۲]

## تولید
این فیلم به‌طور کامل در اسرائیل بین ماه مه و اوت ۱۹۹۲ فیلمبرداری شد. به ویژه قسمت دوم فیلم که کاملاً در اورشلیم فیلمبرداری شد.